# Vetovo (ort i Bulgarien)
Vetovo (bulgariska: Ветово) är en ort i Bulgarien.   Den ligger i kommunen Obsjtina Vetovo och regionen Ruse, i den nordöstra delen av landet, 260 km öster om huvudstaden Sofia. Vetovo ligger 194 meter över havet och antalet invånare är 5 175.
Terrängen runt Vetovo är platt. Runt Vetovo är det ganska tätbefolkat, med 60 invånare per kvadratkilometer.. Vetovo är det största samhället i trakten.
Trakten runt Vetovo består till största delen av jordbruksmark.